# L.J. Burrows
{{Personaj Prison Break| 
|imagine = 
|nume = Lincoln «LJ» Burrows, Jr.
|rol = Fiul lui Lincoln Burrows
|stare curentă = Activ 
|crimă = 2 omoruri și o tentativă de omor
|sentință = Eliberat
|parole = doi ani jumate
|prima apariție = Pilot
|prima apariție num = 1x01
|ultima apariție = 
|ultima apariție num = 
|nr de episoade = 25
|jucat de = Marshall Allman

Lincoln «LJ» Burrows, Jr. interpretat de Marshall Allman, este un personaj din serialul de televiziune Prison Break difuzat de Fox.